# Nam Canh
Nam Canh (chữ Hán: 南庚, trị vì: 1433 TCN – 1409 TCN), tên thật Tử Canh (子更), là vị vua thứ 17 của nhà Thương trong lịch sử Trung Quốc.

## Thân thế
Nam Canh là con của Ốc Giáp (沃甲) - vua thứ 15 nhà Thương và là em họ của Tổ Đinh (祖丁) - vua thứ 16 nhà Thương. Khoảng năm 1433 TCN, Tổ Đinh qua đời, Nam Canh lên nối ngôi.

## Trị vì
Trong năm thứ ba sau khi lên ngôi, ông dời đô sang đất Yển (奄). Khoảng năm 1409 TCN, ông qua đời, ở ngôi tất cả 25 năm (có tài liệu là 29 năm). Người cháu ông, con của vua Tổ Đinh, tên là Dương Giáp (陽甲), lên nối ngôi .
Sử ký Tư Mã Thiên có đề cập đến việc biến loạn trong cung đình nhà Thương trong việc truyền ngôi giữa các anh em Trọng Đinh và con cháu họ. Việc tranh chấp kéo dài trong nhiều thế hệ vua nhà Thương mà sử sách không nêu chi tiết. Sử ký chỉ cho biết tranh chấp trong nội tộc nhà Thương kéo dài thêm 1 đời nữa mới chấm dứt. Việc tranh chấp này dẫn tới sự bất phục tùng của các chư hầu.
Giáp cốt văn khai quật tại Ân Khư ghi ông là vua thứ 16 của nhà Thương .